# Jaromír Pořízek
Jaromír Pořízek (* 13. dubna 1902 v Bukovince, okres Blansko – 14. listopad 1964, Brno) byl moravský katolický kněz a politický vězeň komunistického režimu v Československu.

## Život
Jaromír Pořízek měl pět dalších sourozenců, bratra Františka, který byl učitelem a čtyři sestry, Františku, Boženu, Marii a Annu. Vystudoval na kněze a byl vysvěcen v roce 1926, poté působil v Čejkovicích. V roce 1932 byl poslán do Dolních Bojanovic, kde působil jeho strýc Mons. František Pořízek jako farář od roku 1903 a děkan hodonínského děkanátu.
Byl kaplanem až do smrti strýce v roce 1939, pak byl jmenován farářem.[zdroj?] Při mobilizaci v roce 1938 nastoupil vojenskou službu v Užhorodě, v říjnu se opět vrátil zpět do duchovní služby do Dolních Bojanovic.[zdroj?] 9. března 1950 byl zatčen Státní bezpečností a 22. března téhož roku jej pražský Státní soud zasedající v hodonínské sokolovně odsoudil ve vykonstruovaném procesu k patnácti letům vězení za údajné napomáhání Jaroslavu Vetejškovi a jeho druhům v protistátní a teroristické činnosti.

## Posmrtná pocta a rehabilitace
V Dolních Bojanovicích byla pateru Pořízkovi a všem vězňům 50. let dedikována pamětní deska. Pater Jaromír Pořízek byl dne 15.1.1991 rehabilitován rozhodnutím Krajského soudu v Brně.